# 鶴岡慶子
鶴岡 慶子（つるおか けいこ）は、日本のナレーター、司会者。花火鑑賞士 、気象予報士でもある。

## 人物・略歴
- 秋田県生まれ。
- 父親は、元秋田県立比内養護学校長で書家の湊祥山。伯父は詩人 斎藤肇。詩人船木倶子（粟津號の妻）、イラストレーターの牧かほりとは、いとこ同士である。
- 神田外語大学外国語学部を卒業後、秋田大学教育学部で特別支援教育を学ぶ。中学英語Ⅰ種、高校英語Ⅰ種、特別支援教育Ⅰ種の教員免許を取得。
- 大学在学中に婚礼司会専門の事務所に所属し、関東を中心に活動をする。
- 司会事務所の仲間とカラオケを歌っていたところ、歌手スカウトされる経験を持つ。
- 秋田大学教育学部在学中、秋田県教員採用試験に合格し、修了後、秋田県教職公務員となる。
- 2004年、司会・ナレーター再デビュー。
- 2005年、ラジオ番組に出演するようになる。
- 能代の花火コーディネーターの竹内敏之プロデュースにより、イベント内で、ものまねや公式キャラクターの声を担当するなど芸の幅を広げたことで、幅広い分野からのオファーを受けるようになる。
- 2006年10月花火鑑賞士の資格を取得。
- 2008年11月からタップダンスを始め、自身がパーソナリティを担当する番組で年始の新春かくし芸として3年連続披露した。
- 2010年5月「録音風物誌（文化放送）」では、ナレーションを担当した番組「波に揺れる春の恵み（制作 秋田放送）」で優秀賞を受賞した他、秋田放送ラジオスペシャル「サブ一緒に歩いていこう」は、北海道東北ブロックで準優勝を受賞。
- 2021年10月気象予報士の資格を取得。

## 活動経歴

### 講演
- 花火鑑賞士
  - 「花火の楽しみ方」繋和会 秋田
- 学校への出前授業

### ラジオ
- ABS
  - 「あさ採りワイド秋田便」（2005年7月～）
  - 「みんなの健康」（2005年1月～2015年3月）
  - 「あきた活き活きライフ」（2008年4月～5月）
  - 「録音風物誌」 波に揺れる春の恵み（文化放送2010年5月）※優秀賞受賞
  - 秋田放送ラジオスペシャル「サブ一緒に歩いていこう」（2010年5月）
- ACB
  - 「今日もGrazie」（2005年3月～2006年2月）

### CM
- ファッションアベニューAD
- 能開
- 能代の夏
- 東北マツダ
- ホンダN-ONE
- 小西タイヤ
- パーラーABCD

### その他
- Christmasbox４ 恋人編（2001年）
- 寒風山展望台
- 男鹿水族館GAO (秋田県)
- 秋田大学附属病院
- 秋田県立美術館
- フォーラス　エスカレーター
- マルダイ
- マックスバリュ

### 吹き替え
- 能代の花火公式キャラクター「さんじゃくん」、「はなぴかちゃん」

### 司会
- こすもす秋田
- 政府（財務省）「明日の安心対話集会」
- 秋田県「中山間地域活性化フォーラム」「ふるさと水と土フォーラム」
- 男鹿市「男鹿日本海花火」(第2回～3回)
- 横手市（イデハの国）イデハの国の雪まつり
- 小坂町
- 井川町　国花苑さくらまつり花火大会
- 能代商工会議所「能代の花火」(第1回～)
- 秋田市「秋田市夏まつり雄物川花火大会」(第24回～)
- 秋田県市町村職員互助会
- 秋田県国公立幼稚園
- (株)ぎょうせい 「さくらサミット」
- 秋田市社会福祉協議会
- パストラルオフィス
- 中田建設(株)
- (株)テラタ
- 秋田県建築設計事務所「秋田の住宅コンクール表彰式」
- (株)バンブーコーポレーション
- 自動車整備振興会
- 企画集団 プロジェクトＭ(秋田県羽後町)
- ピースフェスティバルinあきた(第１回～)
- 奥村信子バレエ研究所
- 早川みかタップダンススタジオ
- 秋田県ハーモニカ協会
- 秋田県音楽教育研究会
- あきた結婚支援センター
- 男鹿水族館GAO